# 阿塔氏黏盲鰻
阿塔氏黏盲鰻，為盲鳗科黏盲鰻屬的其中一種。分布於西北太平洋日本海域，為深海魚類，棲息深度300-536公尺，體延長呈圓柱狀，體後方側扁，眼退化為皮膚所覆蓋，無上下頜，口腔外緣具四對鬚，體色褐色，鰓孔緊密排列成一條直線，鰓前粘液孔12-19個，黏液孔共有71-78個，體長可達61公分，屬肉食性，沒有交配器官，性腺位於腹膜腔內，卵巢位於性腺的前部，睾丸位於性腺的後部，若性腺的顱部發育，則動物成為雌性；若性腺的尾部發生分化，則動物成為雄性，生活習性不明。